# Libnotes invicta
Libnotes invicta är en tvåvingeart som först beskrevs av Alexander 1964.  Libnotes invicta ingår i släktet Libnotes och familjen småharkrankar. Inga underarter finns listade i Catalogue of Life.